# Südsavo
Koordinaten: 62° 0′ N, 27° 30′ O
Südsavo (finnisch Etelä-Savo, schwedisch Södra Savolax) ist eine Landschaft (maakunta) in Finnland. Seinem Namen entsprechend bildet Südsavo den Südteil der historischen Region Savo. Ein großer Teil der Finnischen Seenplatte mit dem Saimaa-Seengebiet liegt in Südsavo.

## Wappen
Beschreibung des Wappens: Im  schwarzen Schild ein goldener gespannter Bogen mit silberner Sehne. Der Bogen zeigt nach links oben und sein goldener Pfeil hat eine silberne Spitze und Befiederung.

## Gemeinden
Zu Südsavo gehören zwölf Gemeinden, von denen drei Städte (fettgedruckt) sind. Einwohnerzahlen zum 31. Dezember 2022:
1. Enonkoski (1.341)
2. Hirvensalmi (2.091)
3. Juva (5.769)
4. Kangasniemi (5.154)
5. Mäntyharju (5.564)
6. Mikkeli (51.980)
7. Pertunmaa (1.600)
8. Pieksämäki (17.077)
9. Puumala (2.107)
10. Rantasalmi (3.308)
11. Savonlinna (32.085)
12. Sulkava (2.375)